# 米什科維奇 (奧夫魯奇區)
51°20′24″N 28°39′2″E / 51.34000°N 28.65056°E
米什科維奇（烏克蘭語：Мишковичі），是烏克蘭北部的村莊，隸屬日托米爾州的科羅斯滕區。該村始建於1883年，面積0.02平方公里，海拔高度229米，2001年人口45，人口密度每平方公里3,000人。